# Stopplaats Kleiweg
Stopplaats Kleiweg is een voormalig stopplaats aan de Nederlandse spoorlijn Amsterdam - Rotterdam, destijds aangelegd en geëxploiteerd door de Hollandsche IJzeren Spoorweg-Maatschappij (HIJSM). De stopplaats lag ten zuidwesten van Rijswijk en ten oosten van Wateringen, op de plaats waar de Kleiweg, tegenwoordig de Sir Winston Churchilllaan geheten, kruiste met het spoor. De stopplaats lag daardoor in de Plaspoelpolder. Aan de spoorlijn werd de stopplaats voorafgegaan door stopplaats Rijswijk-Wateringen en gevolgd door stopplaats 't Haantje. Stopplaats Kleiweg werd geopend in 1887 en gesloten in 1906. Sinds 1996 is op deze plaats een van de twee uitgangen van station Rijswijk.